# Puchar Ameryki Północnej w narciarstwie alpejskim 2013/2014
Sezon 2013/2014 Pucharu Ameryki Północnej w narciarstwie alpejskim rozpocznie się rywalizacją mężczyzn 23 listopada 2013 roku w amerykańskim Loveland, zaś pierwsze kobiece zawody odbędą się 1 grudnia 2013 roku również w Loveland. Ostatnie zawody z tego cyklu zostaną rozegrane dla mężczyzn 16 marca 2014 roku w Calgary, natomiast kobiety zakończą rywalizację również 16 marca 2014 roku w kanadyjskiej Nakiska. Zaplanowano 26 startów dla kobiet i 26 dla mężczyzn.

## Puchar Ameryki Północnej w narciarstwie alpejskim kobiet
Wśród kobiet Pucharu Ameryki Północnej z sezonu 2012/2013 broni Amerykanka Megan McJames.

## Puchar Ameryki Północnej w narciarstwie alpejskim mężczyzn
Wśród mężczyzn Pucharu Ameryki Północnej z sezonu 2012/2013 broni Amerykanin Jared Goldberg.